# Anisota oslari
Espèce
Anisota oslari est une espèce de lépidoptères appartenant à la famille des Saturniidae.
On le trouve dans le sud-ouest des États-Unis, dans le sud de l'Arizona essentiellement, mais aussi dans le Colorado, au Nouveau-Mexique, au Texas, et dans l'état de Chihuahua au Mexique.